# Bodega Bohemia
Bodega Bohemia è il quarto album in studio del gruppo musicale tedesco Camouflage, pubblicato nel 1993.

## Tracce
1. Pedestrian's Adventures – 3:54
2. Crime – 5:28
3. Jealousy – 3:30
4. Time Is Over – 5:36
5. Falling – 6:39
6. Suspicious Love – 5:00
7. Bondage People – 5:31
8. Close – 4:12
9. In Your Ivory Tower – 8:41